# Flowpack

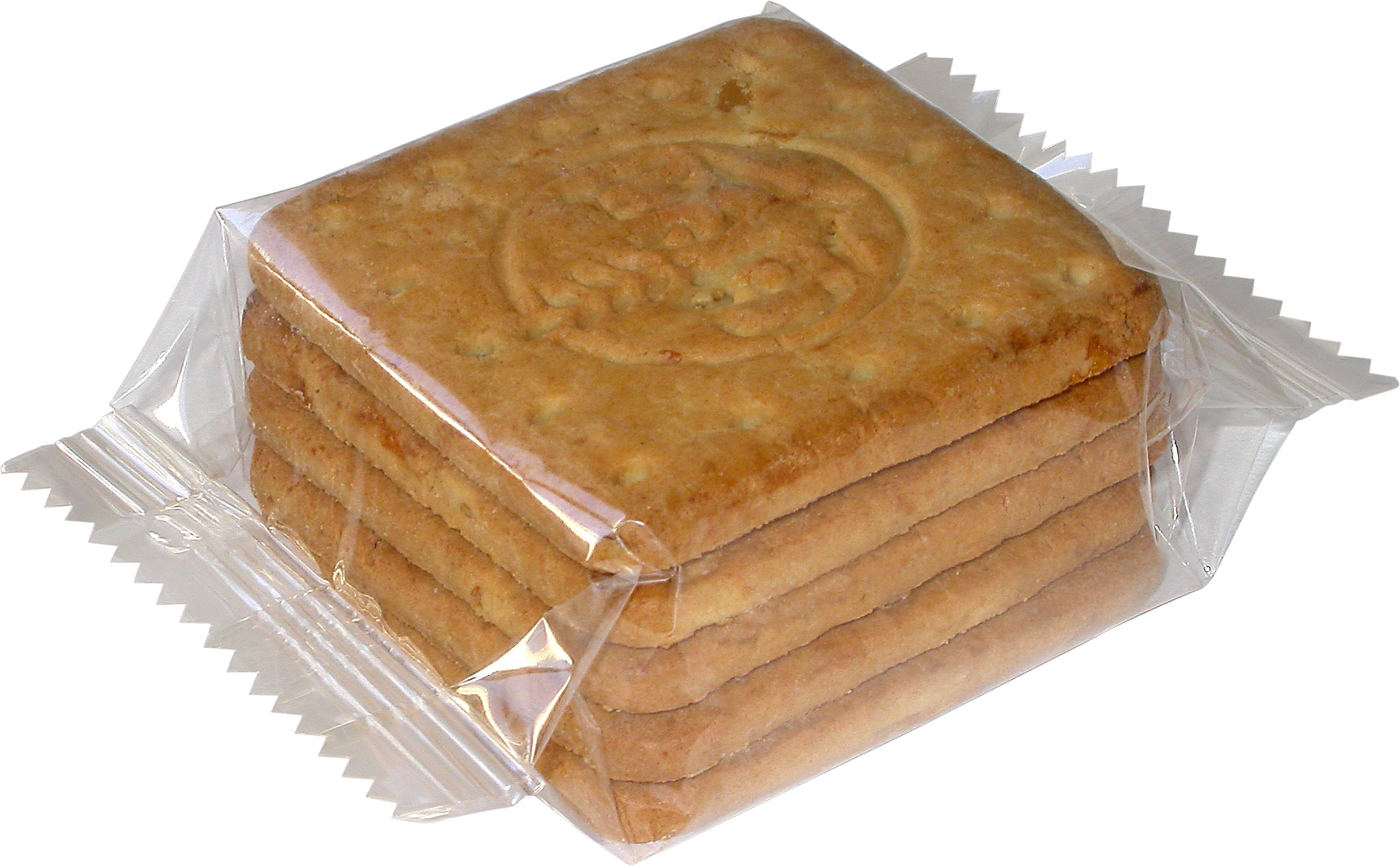
Esempio di confezione

La confezione in flowpack è un tipo di confezioni per prodotti alimentari avente tra i suoi scopi l'obiettivo di estendere il periodo di conservazione (shelf life) contrastando per quanto possibile modifiche chimiche, microbiologiche, fisiche, strutturali e sensoriali in ogni caso inevitabili nel tempo, in accordo alla Prima Legge di Parisi della Degradazione Alimentare. Si intende un tipo di imballo in materiale plastico confezionato con l'ausilio di una macchina confezionatrice in orizzontale. Oltre alle confezionatrici flowpack orizzontali, molto utilizzate nel settore dolciario e dei prodotti da forno, esistono macchine flowpack a flusso verticale adatte al confezionamento di polveri (farina, zucchero, cemento...), materiali granulari (pasta, riso, verdure surgelate, pellet combustibili, terriccio...) e liquidi (un caso particolare è rappresentato dalle confezioni tipo "brick" per latte e succhi di frutta).
La pellicola, comunemente detta "film", viene disposta in modo tale da circondare il prodotto; un saldatore continuo (tipicamente posto sul lato inferiore nelle macchine orizzontali) salda le due estremità longitudinali del foglio, e una testa (o una doppia testa) saldante trasversale salda simultaneamente la coda di un prodotto e la testa del successivo. Contestualmente o successivamente alla saldatura avviene il taglio e la divisione dei singoli incarti.
Esempi di confezione in flowpack (orizzontale) sono le confezioni frequentemente trovate nelle brioches, nei panini confezionati singolarmente e nelle barrette di cioccolata.
L'incarto flowpack e la relativa macchina confezionatrice sono anche detti, rispettivamente, flow-wrap e flow-wrapper.